# Peixoto de Azevedo
Peixoto de Azevedo är en stad och kommun i delstaten Mato Grosso i centrala Brasilien. Kommunen har cirka 30 000 invånare, varav cirka 20 000 bor i själva centralorten. Peixoto de Azevedo ligger längs floden med samma namn. Den 30 september 2006 havererade Gol Transportes Aéreos Flight 1907 ungefär 200 kilometer öster om staden.

## Befolkningsutveckling
| Område              | Areal (km²)   | Invånarantal 1 augusti 2000 | Invånarantal 1 augusti 2010 | Invånarantal 1 juli 2014 |
| ------------------- | ------------- | --------------------------- | --------------------------- | ------------------------ |
| Kommun              | 14 257,44     | 26 156                      | 30 812                      | 32 464                   |
| ...varav centralort | Ingen uppgift | 20 180                      | 19 804                      | Ingen uppgift            |